# Port lotniczy Gorakhpur
Port lotniczy Gorakhpur (IATA: GOP, ICAO: VEGK) – port lotniczy położony w Gorakhpur, w stanie Uttar Pradesh, w Indiach.

## Linie lotnicze i połączenia
| Linia Lotnicza  | Kierunek                                                 |
| --------------- | -------------------------------------------------------- |
| Akasa Air       | 1. Bengaluru 2. Delhi                                    |
| Alliance Air    | 1. Delhi                                                 |
| IndiGo Airlines | 1. Bengaluru 2. Delhi 3. Hajdarabad 4. Kolkata 5. Mumbaj |
| SpiceJet        | 1. Delhi 2. Mumbaj                                       |